# سفرن تیلر
سفرن تیلر (انگلیسی: Saffron Taylor؛ زاده ۵ سپتامبر ۱۹۸۲) یک مانکن پوشاک پلاستیکی اهل انگلستان است.